# حرب تيرناتية برتغالية
الحرب التيرناتية البرتغالية هي حرب بين سلطنة تيرنات و البرتغال التي شنها السلطان باب الله لمقتل السلطان خيرون وطرد البرتغاليين من تيرنات.

## الخلفية
لتلبية احتياجات بلادها قامت البرتغال بالإبحار إلى الشرق بهدف البحث عن التوابل. في 15 أغسطس 1511، تمكنوا من الاستيلاء على ملقا، ثم تحول انتباههم إلى جزر الملوك لأنهم يعرفون بالفعل أن مالوكو هو منتج كبير للتوابل. بعد ذلك، قاموا بتأسيس تعاون تجاري مع سلطنة تيرنات عندما كانت سلطنة تيرنات و تيدور معاديين لبعضها البعض. في الوقت نفسه أسطول البحر الإسباني جاء إلى جزر الملوك في سنة 1521. إسبانيا التي كانت تتنافس مع البرتغال تلاقا في تيدور. ولأنه يعتبر كسر لمعاهدة توردسيلاس غادر أسطول إسبانيا من جزر الملوك واستقر في الفلبين.

## الحرب
في تيرنات، كانت هناك معركة بين الجيش البرتغالي ضد جيش السلطان خيرون من عام 1550 بقيادة الأمير باب الله ابن السلطان وكانت يحقق انتصارات ضد البرتغاليين حتى اضطر البرتغاليين ابرام معاهدة وصلح مع السلطان ولم يمر الوقت كثيرا حتي تم قتل واغتيال السلطان خيرون على يد البرتغاليين في فبراير 1570 حيث كان يأمل قائد البرتغال في أنه مع وفاة السلطان خايرون سيشعر سكان مالوكو بالإحباط والتشتت، لكن علي عكس ما توقعوا، بعد تولي السلطان باب الله تعهد بمواصلة عدائه مع البرتغال ومحاصرة القلعة البرتغالية في تيرنات. تمكنت القلعة من النجاة من حصار دام مدة أربعة أعوام حتى تمكن أخيرا جيش السلطان باب الله من تحطيم دفاعات القلعة وقتل جميع حامياتها. لم يتمكن البرتغاليون من إرسال تعزيزات لأن مالقا كانت محاصرة من قبل سلطنة آتشيه. ويعتبر هذا الانتصار أول انتصار على الاستعمار في الارخبيل.

## الهامش
1. ↑  Phillips, Charles, and Alan Axelrod. "Portuguese War against Ternate." Encyclopedia of Wars, vol. 2. New York: Facts On File, Inc., 2005. Modern World History Online. Facts On File, Inc. http://www.fofweb.com/activelink2.asp?ItemID=WE53&iPin=EWAR1216&SingleRecord=True (diakses 1 Oktober 2013). نسخة محفوظة 14 أغسطس 2018 على موقع واي باك مشين.
2. ↑  Bosworth، Clifford Edmund (2007). Historic cities of the Islamic world. BRILL. ص. 317. ISBN:978-90-04-15388-2. مؤرشف من الأصل في 2016-04-25. اطلع عليه بتاريخ 2011-08-23.

## مزيد من القراءة
- م. عدنان أمل «مالوكو الشمالية، سفر التاريخ 1250 - 1800-المجلد الأول» ، جامعة خيرون تيرنات 2002